# アラン・マーシャル (映画プロデューサー)
アラン・マーシャル（Alan Marshall、1938年8月12日 - ）は、イギリス・ロンドン出身の映画プロデューサーである。 イギリスでキャリアを開始し、現在はアメリカ合衆国で活動している。

## プロデュース作品
- インビジブル Hollow Man （2000年）
- スターシップ・トゥルーパーズ Starship Troopers（1997年）
- ショーガール Showgirls（1995年）
- クリフハンガー Cliffhanger (1993)
- 氷の微笑 Basic Instinct （1992年）
- ジェイコブス・ラダー Jacob's Ladder（1990年）
- 想い出のジュエル Fresh Horses（1989年）
- ホームボーイ Homeboy （1988年）
- エンゼル・ハート Angel Heart（1987年）
- バーディ Birdy （1984年）
- アナザー・カントリー Another Country（1983年）
- ピンク・フロイド/ザ・ウォール Pink Floyd The Wall（1982年）
- シュート・ザ・ムーン Shoot the Moon （1981年）
- フェーム Fame（1980年）
- ミッドナイト・エクスプレス Midnight Express（1978年）
- ダウンタウン物語 Bugsy Malone（1976年）